# Opisthoxia projecta
Opisthoxia projecta là một loài bướm đêm trong họ Geometridae.